# Doppelmayer (månekrater)
Doppelmayer er resterne af et nedslagskrater på Månen. Det befinder sig på Månens forside i den sydvestlige udkant af Mare Humorum. Det er opkaldt efter den tyske matematiker og astronom Johann G. Doppelmayer (1671 – 1750).
Navnet blev officielt tildelt af den Internationale Astronomiske Union (IAU) i 1935. 

## Omgivelser
Syd-sydøst for Doppelmayerkrateret ligger det ligeledes oversvømmede krater Lee, og mod sydøst ligger Vitellokrater. Umiddelbart øst-nordøst for Doppelmayerkraterets rand ligger det næsten neddykkede Puiseuxkrater. 

## Karakteristika
Randen af Doppelmayer er næsten rund og er slidt og eroderet. Den mest intakte del er den sydvestlige halvdel, mens randen mod nordøst synker ned under maret, så der kun er en let forhøjning i dettes overflade tilbage. Kraterbunden er oversvømmet af lava, som har medført, at kun den store højderyg i kraterets centrum stadig ses. En lille samling bakker bugter sig mod vest og nord fra den sydlige ende af denne højderyg og danner en formation, som næsten er koncentrisk med kraterets ydre rand.

## Satellitkratere
De kratere, som kaldes satellitter, er små kratere beliggende i eller nær hovedkrateret. Deres dannelse er sædvanligvis sket uafhængigt af dette, men de får samme navn som hovedkrateret med tilføjelse af et stort bogstav. På kort over Månen er det en konvention at identificere dem ved at placere dette bogstav på den side af satellitkraterets midte, som ligger nærmest hovedkrateret. Doppelmayerkrateret har følgende satellitkratere:
| Doppelmayer | Længde  | Bredde  | Diameter |
| ----------- | ------- | ------- | -------- |
| A           | 29,8° S | 43,1° V | 10 km    |
| B           | 30,5° S | 45,4° V | 11 km    |
| C           | 30,3° S | 44,1° V | 7 km     |
| D           | 31,8° S | 45,8° V | 9 km     |
| G           | 28,9° S | 44,9° V | 15 km    |
| H           | 28,8° S | 43,2° V | 10 km    |
| J           | 24,5° S | 41,1° V | 6 km     |
| K           | 24,0° S | 40,7° V | 5 km     |
| L           | 23,6° S | 40,5° V | 4 km     |
| M           | 29,5° S | 43,9° V | 15 km    |
| N           | 29,2° S | 44,6° V | 5 km     |
| P           | 29,1° S | 42,7° V | 8 km     |
| R           | 29,2° S | 43,2° V | 4 km     |
| S           | 28,1° S | 43,6° V | 4 km     |
| T           | 25,9° S | 43,2° V | 3 km     |
| V           | 29,8° S | 45,6° V | 8 km     |
| W           | 33,6° S | 45,6° V | 8 km     |
| Y           | 33,1° S | 46,1° V | 10 km    |
| Z           | 33,0° S | 46,4° V | 10 km    |

## Måneatlas
- Billeder af Doppelmayerkrateret i LPI-måneatlasset